# Viette (Thouet)
Die Viette ist ein kleiner Fluss im Südwesten von Frankreich, der im Département Deux-Sèvres der Region Nouvelle-Aquitaine nordöstlich der Stadt Niort verläuft.

## Geographie

### Verlauf
Die Viette entspringt einem kleinen See im Gemeindegebiet von Saint-Pardoux-Soutiers, verläuft anfangs in östlicher Richtung, schwenkt dann auf Nord und mündet nach insgesamt rund 16 Kilometern an der Gemeindegrenze von Le Tallud und Parthenay als rechter Nebenfluss in den Thouet. Die Viette quert in ihrem Verlauf zweimal die Bahnstrecke Chartres–Bordeaux, einmal im Oberlauf, einmal im Unterlauf.

### Orte am Fluss
(Reihenfolge in Fließrichtung)
- La Brossardière, Gemeinde Saint-Pardoux-Soutiers
- Saint-Pardoux, Gemeinde Saint-Pardoux-Soutiers
- La Draunière, Gemeinde Mazières-en-Gâtine
- Soutiers, Gemeinde Saint-Pardoux-Soutiers
- La Martinière, Gemeinde Vouhé
- La Morinière, Gemeinde Beaulieu-sous-Parthenay
- Pompaire
- La Petite Chaboissière, Gemeinde Le Tallud
- Rézard, Gemeinde Le Tallud
- Parthenay le Vieux, Gemeinde Parthenay